# 무안초등학교 (전남)
무안초등학교는 대한민국 전라남도 무안군에 있는 공립 초등학교이다.

## 학교 연혁
- 1915년 4월 27일 무안공립보통학교(4년제) 개교(설립인가 1월 11일)
- 1919년 3월 1일 3·1독립만세운동 가담(63명)
- 1938년 4월 1일 면성공립심상소학교로 개칭
- 1941년 4월 1일 면성공립국민학교로 개칭
- 1957년 3월 1일 무안국민학교로 교명 변경
- 1992년 10월 15일 면성관 시설
- 1994년 4월 10일 여자핸들볼팀 창단
- 1996년 3월 1일 무안초등학교 교명 변경
- 1999년 9월 1일 무안북초등학교 본교로 통합
- 2007년 11월 26일 영어타운 개원
- 2007년 12월 6일 도서관 개관
- 2009년 12월 30일 운동장 인조잔디구장 시설
- 2017년 2월 10일 제99회 졸업식(총 14,820명)

## 학교 상징
- 교화 - 동백 : 동백은 엄동설한을 견뎌내며 피는 동백꽃 같이 어떤 어려움도 견뎌내며 노력하는 사람이 되자.
- 교목 - 느티나무 : 느티나무는 키가 크고 어느 동네에나 있듯이 높고 푸른 꿈과 슬기로운 생각을 갖고 꿋꿋한 사람이 되자.
- 교색 - 녹색 : 산과 들에 모든 식물들이 녹색을 띠고 있듯이 항상 부푼 희망, 높은 이상을 갖고 세계를 향해 무한한 성장을 하는 어린이가 되자.

## 참고 자료
- 무안초등학교 - 한국교육학술정보원 학교알리미